# Ier siècle av. J.-C. en science
IIe siècle av. J.-C. en science - Ier siècle av. J.-C. - Ier siècle en science
Chronologie de la science
Cet article concerne les événements concernant les sciences et les techniques qui se sont déroulés durant le Ier siècle av. J.-C.

## Événements
- Vers 100-90 av. J.-C. : Denys de Thrace écrit Tekhnê grammatikê, le premier traité de linguistique scientifique[1].
- Avant 90 av. J.-C. : à Rome, Caius Sergius Orata (préteur en 97 av. J.-C.), qui a fait fortune dans la pisciculture et l'ostréiculture au lac Lucrin, aurait perfectionné les hypocaustes (système de chauffage par air chaud) et inventé les bains suspendu (balneae pensiles)[2].
- 87 av. J.-C. : un navire transportant la machine d'Anticythère, destinée à calculer les mouvements solaires et lunaires, le plus vieux mécanisme à engrenages connu[3].
- 52 av. J.-C. : le scorpion, pièce d’artillerie romaine, est mentionnée par Aulus Hirtius au siège d’Avaricum et décrite par Vitruve[4].
- 37-36 av. J.-C. : publication de De re rustica, traité d’agronomie de Varron (Marcus Terentius Varro)[5]. Il semble avoir deviné l'existence et l'influence des micro-organismes dans les maladies.
- 28 av. J.-C. : des astronomes chinois observent les taches solaires (noté dans le Hanshu)[6].
- Après 27 av. J.-C. : Agrippa entreprend l'arpentage de l'Empire romain au début du Principat[7].
- Vers 25 av. J.-C. : publication de De architectura, traité d'architecture de Vitruve[8]. Le Livre X est consacré à la mécanique.
- 12-7 av. J.-C. : réalisation de la carte d'Agrippa, carte routière de l'Empire romain[9].
- 15 av. J.-C. : description d’un rouet destiné à bobinner la soie en Chine[10].

- En Chine, utilisation du papier destiné à des vêtements (échantillon de papier de chanvre découvert dans une tombe de Baqiao datée du règne de Han Wudi (141-87 av. J.-C.)[11].